# The Hermitt
The Hermitt (МФА: [ðə ˈhərmət]) — американская рок-группа образованная актёром и музыкантом Родриго Лопрести в Бруклине, Нью-Йорк. Группа описала своё звучание как «Violent Femmes, которых изнасиловали Suicidal Tendencies».

## История группы

The Hermitt в фильме «Последние дни»

Лопрести построил небольшую звукозаписывающую студию в своей бруклинской квартире, которую он делил с актрисой Френсис Бенаму, и практически в одиночку записал, аранжировал и свёл 14 песен с помощью восьми-трекового магнитофона Korg. Запись была издана в 2003 году под названием «The Story of the Insects» на инди-лейбле Devious Semantics, который он основал совместно с Кевином Брэди и Тайлером Феньо.
Лопрести сыграл на большинстве инструментах на альбоме, а также разработал дизайн обложки. Актёр и музыкант Райан Доноху сыграл на ударных в песне «Calistos Curse». В остальных песнях на ударных сыграл Патрик Галлиган.
Позже к Лопрести и Галлигану присоединился Кевин Брэди, который занял место бас-гитариста. Первой песней, записанной группой в качестве трио, стала «Seen as None», которая вошла на саундтрек к фильму Гас Ван Сента 2005 года «Последние дни». Кроме «Seen as None», саундтрек содержит альбомную версию «A Pointless Ride». Так же группа появилась в одной из сцен фильма.

## Дискография

### The Story of the Insects
1. «Between a Rock and a Stone» — 1:38
2. «El Rostro Impenetrable» — 1:48
3. «Fondling Fluff in a Sleepy Haze» — 2:09
4. «Feeling Sick» — 2:48
5. «Re-Defining Junktion» — 2:42
6. «I-Mold» — 2:05
7. «Miseries of the Wicked» — 3:59
8. «Treading» — 1:55
9. «A Pointless Ride» — 3:04
10. «Marionette with Broken Strings» — 3:30
11. «Inciting Hermittage» — 2:44
12. «The Man Behind the Mask» — 3:08
13. «Death to All the Liars» — 2:42
14. «Calistos Curse» — 11:03

#### Участники записи
- Родриго Лопрести — гитара, вокал, бас-гитара, клавишные («Calistos Curse»), перкуссия
- Патрик Галлиган — ударные

Приглашённые музыканты
- Райан Доноху[англ.] — ударные («Calistos Curse»)

#### Рецензия
«...В одиночку, Лопрести послойно сотворил заразное существо, которое помалу растёт и дышит от одной песни к другой. Его акустический скрип упорствует от панковских хуков, незадолго до разрыва, вскользь перетекающего в мелодичный сёрф. С гулким басом, альбом даёт печалящий эффект, склоняющий к горькой ностальгии...» — Г. Маддер
Оригинальный текст (англ.)...Lopresti has single-handedly built, layer-by-layer an infectious entity that grows along, breathing from one track into the next. Its crunching acoustic hangs from punk hooks shortly before being ripped open and casually discarded into melodic surf. Echoing the bass, the album has the unnerving effect of inducing bitter-sweet nostalgia...